# Noordwest-Saksisch voetbalkampioenschap 1909/10
In 1909/10 werd het negende voetbalkampioenschap van Noordwest-Saksen gespeeld, dat georganiseerd werd door de Midden-Duitse voetbalbond. VfB Leipzig werd kampioen en plaatste zich voor de Midden-Duitse eindronde. Na overwinningen op Germania Mittweida en Wacker Halle versloeg de club in de finale SC 1895 Erfurt.
Hierdoor plaatste de club zich ook voor de eindronde om de Duitse landstitel. De club verloor in de eerste ronde van Phönix Karlsruhe. 
Na dit seizoen ging de competitie opnieuw van twee reeksen naar één reeks.

## 1. Klasse

### Groep A
| Plaats | Club                      | Wed. | W | G | V | Saldo | Ptn. |
| ------ | ------------------------- | ---- | - | - | - | ----- | ---- |
| 1.     | VfB Leipzig 1893          | 8    | 7 | 1 | 0 | 31:8  | 15:1 |
| 2.     | FC Eintracht Leipzig      | 8    | 3 | 2 | 3 | 28:23 | 8:8  |
| 3.     | SV Britannia 1899 Leipzig | 8    | 3 | 0 | 5 | 25:20 | 6:10 |
| 4.     | FC Fortuna 02 Leipzig     | 8    | 2 | 2 | 4 | 18:27 | 6:10 |
| 5.     | FV Sachsen 1902 Leipzig   | 8    | 2 | 1 | 5 | 9:33  | 5:11 |

|  | Geplaatst voor finale titel            |
|  | Play-off voor finale titel             |
|  | Wedstrijd voor de derde plaats         |
|  | Deelname promotie/degradatie eindronde |

Wedstrijd voor de derde plaats
|             |                       |              |                           |                        |
| 3 juli 1910 | FC Fortuna 02 Leipzig | 5 – 3 (n.v.) | SV Britannia 1899 Leipzig | Olympia-Platz, Leipzig |
| 3 juli 1910 |                       |              |                           | Olympia-Platz, Leipzig |

Britannia verloor en degradeerde. Het is niet bekend waarom zij geen degradatie play-off meer moesten spelen. 

### Groep B
| Plaats | Club                        | Wed. | W | G | V | Saldo | Ptn. |
| ------ | --------------------------- | ---- | - | - | - | ----- | ---- |
| 1.     | BV Olympia Leipzig          | 8    | 3 | 4 | 1 | 16:11 | 10:6 |
| 2.     | FC Wacker Leipzig           | 8    | 4 | 0 | 4 | 22:12 | 8:8  |
| 3.     | SpVgg 1899 Leipzig-Lindenau | 8    | 3 | 2 | 3 | 16:14 | 8:8  |
| 4.     | Leipziger BC 1893           | 8    | 3 | 2 | 3 | 13:17 | 8:8  |
| 5.     | FC Sportfreunde Leipzig     | 8    | 1 | 4 | 3 | 10:23 | 6:10 |

### Finale
|                  |                  |       |                         |                       |
| 20 februari 1910 | VfB 1893 Leipzig | 2 – 1 | BV Olympia 1896 Leipzig | Wacker-Platz, Leipzig |
| 20 februari 1910 |                  |       |                         | Wacker-Platz, Leipzig |

## Promotie/degradatie eindronde
De verliezer speelde nog een play-off tegen een tweedeklasser, de winnaar speelt nog een wedstrijd tegen de winnaar van dat duel. 
|             |                         |       |                         |         |
| 29 mei 1910 | FC Sportfreunde Leipzig | 3 - 0 | FV Sachsen 1902 Leipzig | Leipzig |
| 29 mei 1910 |                         |       |                         | Leipzig |

Promotie/degradatie play-off 1
|             |                     |              |                         |         |
| 3 juli 1910 | Leipziger FC Wettin | 4 - 2 (n.v.) | FV Sachsen 1902 Leipzig | Leipzig |
| 3 juli 1910 |                     |              |                         | Leipzig |

FV Sachsen 1902 Leipzig degradeert.
Promotie/degradatie play-off 2
|             |                         |       |                     |         |
| 29 mei 1910 | FC Sportfreunde Leipzig | 4 - 0 | Leipziger FC Wettin | Leipzig |
| 29 mei 1910 |                         |       |                     | Leipzig |

Sportfreunde blijft in de 1. Klasse, Leipziger Wettin in de 2. Klasse.